# Resona Holdings

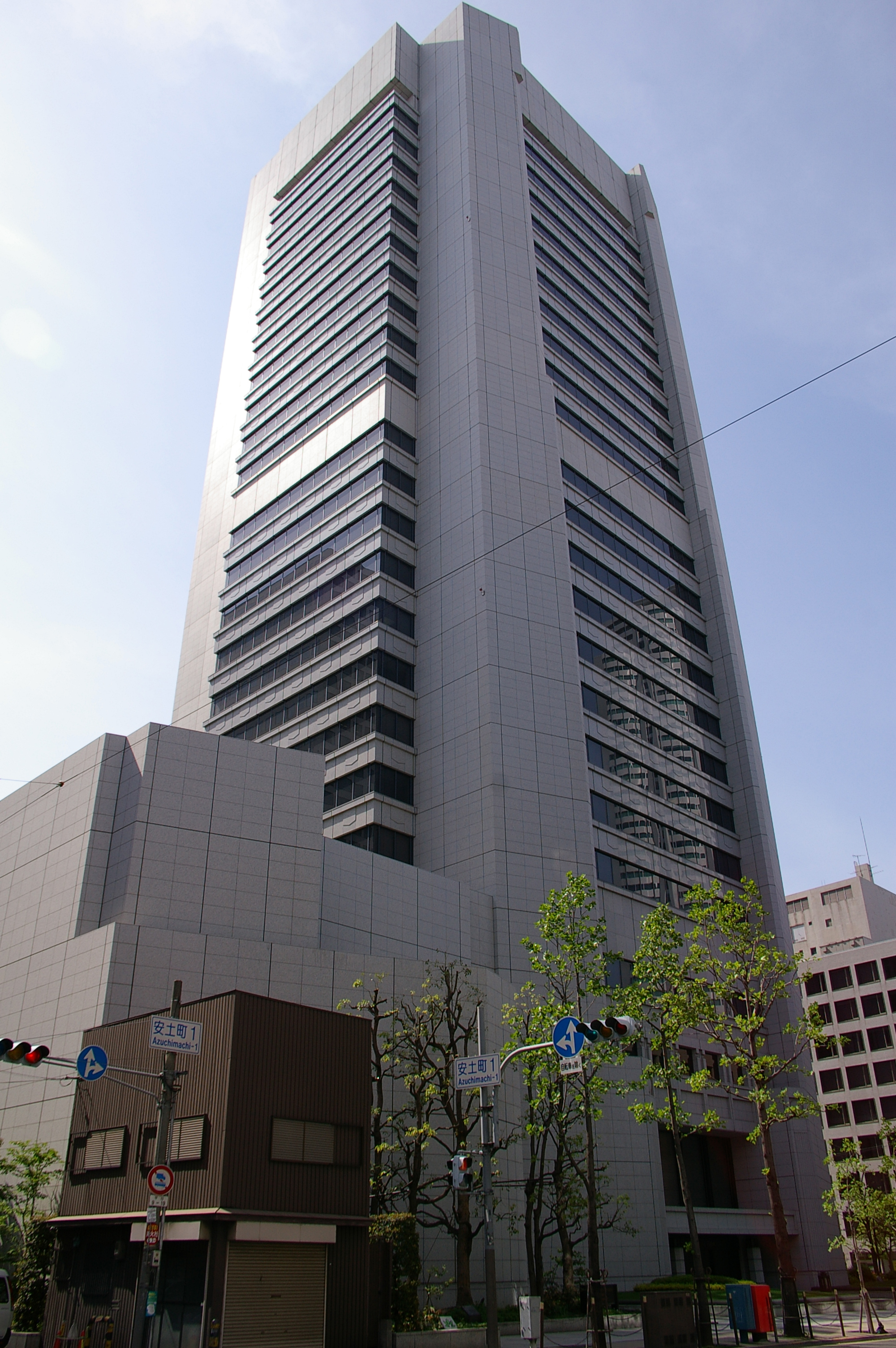
Resona Bank in Ōsaka

Resona Holdings, Inc. (jap. 株式会社りそなホールディングス, Kabushiki-gaisha Risona Hōrudingusu) ist ein japanisches Unternehmen mit Firmensitz in Tokio und Osaka. Das Unternehmen ist im Aktienindex Nikkei 225 gelistet. Das Unternehmen steht an der Spitze der Resona Group, der viertgrößten Bankengruppe in Japan.
Resona Holdings wurde am 12. Dezember 2001 als Daiwa Bank Holdings, Inc. als Resultat der Konsolidierung der Unternehmen Daiwa Bank, Kinki Osaka Bank und Nara Bank gegründet. Nach dem Erwerb der Asahi Bank am 1. März 2002 wurde das Unternehmen in Resona Holdings, Inc. am 1. Oktober 2002 umbenannt.
Anfang 2003 geriet das Unternehmen in Liquiditätsengpässe. Diese Probleme erschütterten landesweit in Japan das Finanzsystem. Am 17. Mai 2003 entschied die japanische Regierung, der Resona Group finanziell zu helfen, was effektiv zu einer Verstaatlichung des Unternehmens führte. Die japanische Regierung wurde Hauptanteilseigner an Resona Holdings. Die damalige Vorstandsleitung des Unternehmens wurde entlassen.
Bereits 1995 hatte die Daiwa Bank einen Finanzskandal, als der Finanzmakler Toshihide Iguchi rund 1,1 Milliarden $ durch Finanzspekulationen verlor.

## Tochterunternehmen
- Resona Bank, Ltd.
- Saitama Resona Bank, Ltd.
- The Kinki Osaka Bank, Ltd.
- Resona Trust & Banking Co., Ltd.